# Balajinagar, Yadgir
Balajinagar là một làng thuộc tehsil Yadgir, huyện Gulbarga, bang Karnataka, Ấn Độ.